# Chlorophthalmus bicornis
Chlorophthalmus bicornis är en fiskart som beskrevs av Norman, 1939. Chlorophthalmus bicornis ingår i släktet Chlorophthalmus och familjen Chlorophthalmidae. Inga underarter finns listade i Catalogue of Life.